# رئوية
رِئَوِيَّة أو عشبة الرئة (الاسم العلمي: Pulmonaria)، جنس نباتات مُزهرة من فصيلة الحمحمية. مواطنها في أوروبا وغرب آسيا، مع نوع واحد (P. mollissima) في شرق آسيا الوسطى. وفقًا لتقديرات مختلفة قد يكون هناك ما بين 10 و 18 نوعًا ويوجد في البرية.